# Діер-Парк (Нью-Йорк)
Діер-Парк (англ. Deer Park) — переписна місцевість (CDP) в США, в окрузі Саффолк штату Нью-Йорк. Населення — 28 837 осіб (2020).

## Географія
Діер-Парк розташований за координатами 40°45′41″ пн. ш. 73°19′18″ зх. д. / 40.76139° пн. ш. 73.32167° зх. д. (40.761441, -73.321736).  За даними Бюро перепису населення США в 2010 році переписна місцевість мала площу 15,98 км², з яких 15,97 км² — суходіл та 0,01 км² — водойми.

## Демографія
Згідно з переписом 2010 року, у переписній місцевості мешкало 27 745 осіб у 9383 домогосподарствах у складі 7093 родин. Густота населення становила 1736 осіб/км².  Було 9715 помешкань (608/км²).
Расовий склад населення:
| - 74,9 % — білих - 12,0 % — чорних або афроамериканців - 6,8 % — азіатів - 0,2 % — корінних американців - 3,4 % — осіб інших рас |

До двох чи більше рас належало 2,6 %. Частка іспаномовних становила 12,1 % від усіх жителів.
За віковим діапазоном населення розподілялося таким чином: 23,2 % — особи молодші 18 років, 61,0 % — особи у віці 18—64 років, 15,8 % — особи у віці 65 років та старші. Медіана віку мешканця становила 40,7 року. На 100 осіб жіночої статі у переписній місцевості припадало 93,8 чоловіків;  на 100 жінок у віці від 18 років та старших — 89,2 чоловіків також старших 18 років.
Середній дохід на одне домашнє господарство  становив 98 950 доларів США (медіана — 83 287), а середній дохід на одну сім'ю — 110 779 доларів (медіана — 99 695). Медіана доходів становила 63 229 доларів для чоловіків та 46 870 доларів для жінок. За межею бідності перебувало 5,6 % осіб, у тому числі 6,8 % дітей у віці до 18 років та 7,1 % осіб у віці 65 років та старших.
Цивільне працевлаштоване населення становило 13 722 особи. Основні галузі зайнятості: освіта, охорона здоров'я та соціальна допомога — 27,5 %, роздрібна торгівля — 14,0 %, науковці, спеціалісти, менеджери — 7,7 %, будівництво — 7,4 %.